# Gullruten
Gullruten es una ceremonia de galardones anual de Noruega, otorgada por la Fundación Gullruten, establecida en 1998 por la Asociación Noruega de Productores de Cine y Televisión. El comité de premios cuenta con representantes de las principales empresas de televisión nacionales, NRK, TV 2, TV3 y TVNorge.

## Categorías
En la ceremonia se otorgan premios principales y premios especializados.

### Premios principales
Las categorías han cambiado con el tiempo, en 2019 se entregaron premios en las siguientes áreas:
- Mejor espectáculo de entretenimiento
- Mejor reality de competición
- Mejor realidad
- Mejor telenovela documental
- Mejor drama de televisión
- Mejor programa de comedia
- Mejor espectáculo infantil o juvenil
- Mejor programa de estilo de vida
- Mejor programa de noticias o deportes
- Mejor documental de televisión
- Mejor serie documental
- Mejor actor
- Mejor presentador
- Participante del año (participante en una serie de telerrealidad o docu-jabón)
- Novedad del año
- Premio honorífico del año
- Momento televisivo del año
- Premio del público

### Premios especializados
Además de las categorías principales, también se han concedido premios especializados desde 2009. Actualmente existen las siguientes categorías:
- Mejor dirección, varias cámaras
- Mejor cámara, una cámara
- Mejor director, una cámara
- Mejor entretenimiento de edición
- Mejor documentación de edición
- Mejor drama cinematográfico para TV
- Mejor director de drama de televisión
- Mejor edición de drama televisivo
- Mejor guion para drama televisivo
- Mejor mezcla de sonido
- Mejor diseño de iluminación / escenografía / producción
- Mejor diseño gráfico / efectos visuales
- Mejor vestuario
- Mejor maquillaje
- Mejor música original
- Innovación del año
- Premio honorífico

## Historia
El premio tiene sus raíces en 1984, cuando el premio Næringslivets Film- og Videodag fue otorgado por primera vez bajo los auspicios de NHO. En 1994, NHO unió fuerzas con ITVA para crear un festival anual en Lillehammer. Los premios se entregaron aquí bajo los nombres de Gullruten y Sølvruten, principalmente a películas comisionadas y auncios, pero también para producciones de televisión. La distribución tomó su nueva forma en 1998 cuando los canales de televisión noruegos comenzaron a colaborar en la distribución y la Asociación de Productores de Cine y Televisión de Noruega estableció la fundación Gullruten. La distribución se trasladó a Bergen y desde entonces se ha distribuido en relación con los Nordic Media Days. Al mismo tiempo, el precio estaba más dirigido al medio televisivo que a los comerciales.
Después de que Gullruten se mudara a Bergen y la estableció como fundación, la ceremonia de galardones se transmitió en TV 2 durante un tiempo. El primer año, la ceremonia de galardones se llevó a cabo en Forum Kino y fue alquilada por Nadia Hasnaoui en colaboración con Frode Alnæs. Desde 1999, se lleva a cabo en el Grieg Hall y fue alquilada por Dorthe Skappel.
Desde entonces, los precios a los anuncios comerciales han desaparecido de la ceremonia de galardones, y Gullruten aparece hoy como un premio televisivo puro.